# Šelepicha (anello centrale di Mosca)
Šelepicha (in russo: Шелепиха) è una stazione dell'Anello centrale di Mosca. Inaugurata nel settembre 2016, la fermata è situata nel quartiere di Presnenskij, a poca distanza dal Moscow International Business Center.
Nel 2017, la stazione era frequentata mediamente da 12.000 passeggeri al giorno.

## Interscambi
La stazione è posta a poca distanza dall'omonima stazione della linea 11 e dalla fermata di Testovskaja, sulla linea 1 dei diametri centrali di Mosca.